# Antoni Puiggarí
Antoni Puiggarí  (Perpinyà, 17 de gener del 1815 - Perpinyà, 3 de desembre del 1890) va ser un militar i historiador rossellonès.

## Biografia
Era nebot del filòleg i historiador Pere Puiggarí (Perpinyà, 1768-1854). Després de fer els primers estudis a Perpinyà es graduà a l'École Polytechnique, i continuà la formació a l'Escola Militar d'Enginyeria, d'on en sortí sotstinent de l'arma corresponent. Ascendí a tinent el 1837, capità el 1841 (amb destinació a Prats de Molló i al Fort dels Banys), cap de batalló el 1857, tinent coronel director d'Enginyers a Montpeller el 1863, director de les fortificacions de Perpinyà el 1867, i coronel cap de la Direcció d'Enginyers de Perpinyà (1867-1875). Participà en la campanya d'Algèria (a Constantina i Bona 1838-1839) i al Cos Expedicionari de la Mediterrània (1849)  on el capità Puiggarí, al front d'una companyia de sapadors, participà tant en la derrota del 30 d'abril davant de la porta Pertusa, com en l'assalt a la villa Doria Pamphilj el 3 de juny i, l'endemà, en les trinxeres assetjant la ciutat. En una missió de distracció, fou el primer oficial francès que entrà -breument- a la Roma garibaldina, el 30 d'abril.
Elaborà i dirigí la construcció d'un hospital termal militar als Banys (Vallespir) entre les dècades de 1840 i 1850, destinat als ferits a la guerra d'Algèria. També feu projectes per un fort a Bazergues (Acs, Arieja), i casernes a Mende (Losera) i a Montpeller. Finalment, fou governador de Perpinyà entre els anys 1870-1871, durant la guerra francoprussiana. Va ser distingit amb els graus de cavaller (1849), oficial (1862) i comandant (1874) de la Legió d'Honor.
En el camp intel·lectual se li deu el descobriment als Banys el 1845 d'unes inscripcions antigues sobre plom, que publicà el 1847; perdudes les peces originals, els facsímils que en feu han estat estudiats diverses vegades amb interpretacions diverses. Tingué una gran influència sobre els historiadors rossellonesos de l'època i fou autor de diverses publicacions, per bé que part de la seva producció romangué inèdita. Havia après l'àrab en la seva estada a Algèria i l'italià a la campanya de Roma, a més del seu català nadiu i del castellà, i estudià la gramàtica catalana, els goigs i disciplines auxiliars de la història com l'epigrafia i la numismàtica. Va ser soci de la Société Agricole, Scientifique et Littéraire des Pyrénées Orientales, que dues vegades li oferí endebades la vicepresidència; vicepresident (1866-1867) i soci honorari (des del 1867) de la "Société Archéologique de Montpellier"; soci honorari de la "Commission archéologique de Narbonne", i soci corresponent de la Reial Acadèmia de Bones Lletres de Barcelona (1887).

## Obres
- Bosch de la Trinxeria, C. «Alguns mots catalans sobre etimologia grega». Revista catalana, any I quadern IV, 4-1889, pàg. 173-178. Sembla que coescrit amb Jaume Boixeda i amb Antoni Puiggarí, encara que l'article només indica l'autoria d'en Bosch de la Trinxeria[12]
- «Description d'une coupe arabe trouvée à Montpellier». Mémoires de la Société archéologique de Montpellier, vol. IV, 1855, pàg. 435-438.
- Pech, Louis; Puiggari, A. «Deux inscriptions romaines sur un même monument du Musée de Narbonne». Mémoires de la Société archéologique de Montpellier, tome V, 1860, pàg. 311-330.
- Puiggari, Colonel Antoine. Étude sur les dynars trouvés à Monestir del Camp.  Perpinyà: s.n., 1852.[13]
- Puiggari, Colonel Antoine «Medailles et plombs d'Amélie-les-Bains». L'Indépendant des Pyrénées-Orientales, 2e année núm. 200, 1er décembre 1847.[13]
- Puiggari, Antoine. Note sur des Monnaies seigneuriales de Besalu et de Rousillon trouvées prés de La Junquera.  Perpinyà: Impr. Chartes Latrobe, 1899.
- Puiggari, Antoine «Rapport sur un mémoire de M. Aurès, intitulé: Étude des dimensions du Parthénon et nouvelle détermination de la longueur de l'hécatompédon antique déduite de cette étude». Publications de la Société archéologique de Montpellier, tome V fasc. 29, Août 1862, pàg. 143-154.
- Penediment [nt 3]
- Recull de poesies d'Antoni Puiggarí, a: Prat, Enric; Vila, Pep (editors). Poesia eoticoburlesca rossellonesa del segle XIX.  Canet: Trabucaire, 2001, p. 138-144. ISBN 291296640X.
- L'apparition de l'Ange
- Un bassin de cuivre jaune de Saint-Michel de Cuxa
- Le bras de saint Jean-Baptiste conservé à Saint-Jean
- Les dates métriques
- Les Goigs
- Une inscription du VI' siècle à Prats-de-Mollo
- Une inscription catalane du XIII' siècle
- L'interjection catalane: Carail
- Un ivoire de Narbonne
- La légende de saint Lin
- Notes sur saint Enves
- Le pluriel féminin catalan
- Le premier livre imprimé à Perpignan, en 1502
- Le prieuré de Saint-Estève-del-Monastir
- Le vieux Saint-Jean[8]